# Saint-Médard-des-Prés
Pour les articles homonymes, voir Saint-Médard.
Saint-Médard-des-Prés est une ancienne commune française située dans le département de la Vendée en région Pays de la Loire. En 1972, la commune a été absorbée par Fontenay-le-Comte.